# Banijay Group
Banijay Group ist eine Gruppe von Fernsehproduktionsgesellschaften mit Sitz in Paris.

## Geschichte
Banijay wurde im Januar 2008 von einer Investorengruppe unter Führung von Stéphane Courbit, Ex-Chef der Frankreich-Tochter von Endemol, gegründet. Zu den Erstinvestoren gehörten:
- Familie von Stéphane Courbit
- Familie Agnelli (u. a. beteiligt am Autokonzern Fiat)
- Familie De Agostini (u. a. beteiligt an mehreren Verlagen, an der Fernsehproduktionsgruppe Zodiak Media mit deren deutscher Tochter Yellow Bird Pictures, am spanischen Fernsehsender Antena 3 und am Lotteriekonzern Lottomatica)
- Jean-Paul Bize (u. a. Aufsichtsrat von LBO France; ehem. Vizepräsident von Schlumberger, danach Präsident und CEO des Gas-, Strom- und Wasserzähler-Herstellers Actaris Metering Systems bis zur Übernahme durch Itron)
- Bernard Arnault (u. a. Luxusgüterkonzern LVMH)

## Heutige Eigentümer
Aktionäre der Banijay Holding S.A.S. sind:
- LOV Group (Financière LOV; Investmentholding der Familie von Stéphane Courbit; an der Holding war seit Mitte 2011 die L’Oréal-Erbin Liliane Bettencourt mit 20 % beteiligt[1]): 49 %[2]
- Groupe Arnault (Investmentholding der Familie von Bernard Arnault, sie hält direkt 73,44 %; über die mit 18,08 % zweitgrößte Aktionärin der Groupe Arnault, die Belholding Belgium, ist außerdem die Familie des belgischen Finanzinvestors Albert Frère beteiligt)
- IFIL Investments (Tochter der Investmentfirma Exor der Familie Agnelli): 17,09 %[3]
- DeA Capital (Investmentfirma der De Agostini Group, kontrolliert von den Familien De Agostini, Boroli und Drago)
- Jean-Paul Bize (AMS Industries)

## Leitung
Executive Vice Presidents sind Pascale Amiel und François de Brugada.

## Tochtergesellschaften, Beteiligungen und Kooperationen

### Banijay International
- Banijay International ist die Vermarktungssparte der Banijay-Gruppe.

### Dänemark
- Nordisk Film TV Denmark: dänischer Teil von Nordisk Film TV, der ehemaligen Fernsehfilm-Sparte von Nordisk Film, die 2009 vom Mutterkonzern Egmont an Banijay veräußert wurde.
- Respirator Media & Development: gegründet 2007 als Gemeinschaftsunternehmen von Nordisk Film mit dem dänischen Comedian Omar Marzouk, Chris D. Nørgaard und Michael Pedersen; Respirator ist spezialisiert auf die Produktion von Comedy-Inhalten für TV, Mobiltelefone und Internet. Zu den bisherigen Produktionen gehörte beispielsweise das dänische Satireprogramm Tjenesten.

### Deutschland
- Im Februar 2018 wurde zunächst die Banijay Productions Germany GmbH  mit Arno Schneppenheim als Geschäftsführer gegründet.[4]
- Im August 2018 folgte die Gründung der übergeordneten Banijay Germany GmbH  mit Marcus Wolter als Geschäftsführer und Mitgesellschafter.[5] Im Juli 2020 integrierte die Banijay Germany GmbH die Endemol Shine Germany GmbH und wurde damit die größte unabhängige Produktionsfirma Deutschlands. Unter dem Dach der Banijay Germany vereinen sich aktuell die Produktionsfirmen Banijay Productions GmbH, Endemol Shine Germany GmbH, Good Times Fernsehproduktions-GmbH, MadeFor Film GmbH sowie Brainpool TV GmbH samt Tochterfirmen wie Raab TV, Lucky Pics oder MTS Künstlermanagement. In das Portfolio gehören Formate wie Wer wird Millionär? (RTL), Big Bounce - Die Trampolin Show (RTL), Schlag den Star (ProSieben), The Masked Singer (ProSieben), Kitchen Impossible (VOX), Tatort Weimar (Das Erste), Promi Big Brother (Sat.1), Temptation Island (RTL+) und Kampf der Realitystars (RTL II).[6][7][8]
- Zum 1. Oktober 2022 wurde das deutsche Tochter-Produktionsstudio von Sony Pictures Entertainment übernommen, welches seitdem unter dem Namen Noisy Pictures firmierte. Nur 10 Monate nach Übernahme wurde bekannt, dass Noisy Pictures geschlossen werde und das Portfolio, in das aktuelle und ehemalige Produktionen wie Die Höhle der Löwen, Ritas Welt, Nikola, Mein Leben und ich, Die Camper, Der Lehrer, Heldt und Waschen, Schneiden, Leben! – Mein neues Ich.[9] gehörten, komplett von Banijay bzw. Endemol Shine Germany übernommen wird.[10]

### Finnland
- Solar Television: größte Fernsehproduktionsgesellschaft in Finnland; gegründet 2008 als Tochterfirma von Solar Films.

### Frankreich
- Air Productions: gegründet 1993 von dem Moderator Nagui. Produzierte unter anderem Taratata, Les Victoires de la Musique, viele Gameshows und andere Unterhaltungsprogramme.
- Banijay Productions France: 2008 holte Stéphane Courbit von Endemol France die Produzenten Alexia Laroche-Joubert und Lionel Vialaneix sowie den Moderator Benjamin Castaldi in diese Firma, die hauptsächlich Unterhaltungs- und Reality-Shows fürs Fernsehen produziert.

### Niederlande
- Endemol Shine Group: Zu den bekannten Formaten gehören unter anderem: Big Brother, Nur die Liebe zählt, das in Lizenz produzierte und von Günther Jauch moderierte Wer wird Millionär?, Rette die Million!, Stars bei der Arbeit, 17 Meter und Vermisst.[11]

### Norwegen
- Nordisk Film TV Norway: norwegischer Teil der ehemaligen TV-Sparte von Nordisk Film.

### Schweden
- Nordisk Film TV Sweden: schwedischer Teil der ehemaligen TV-Sparte von Nordisk Film.

### Schweiz
- B&B Endemol Shine AG im 1991 als B & B Medien AG durch Freddy Burger und Hannes Bichsel gegründet. Im 2000 Einstieg von Endemol. https://www.bbendemolshine.ch/

### Spanien
- Cuarzo Producciones: gegründet 2000 von der spanischen Fernsehmoderatorin Ana Rosa Quintana. Produziert bisher unter anderem El programa de Ana Rosa für den Sender Telecinco, die Hauptabendprogramm-Interviewshow ¿Dónde estás corazón? auf Antena 3, das Fernmsehdrama Herederos für TVE und das Investigativreportage-Magazin Rojo y Negro auf Telecinco. Seit Februar 2012 besteht eine Langzeitkooperation mit der deutschen Constantin Entertainment zur Produktion der ersten Scripted-Reality-Serie im spanischen Fernsehen (geplant sind 30 Episoden, gesendet wird ab Frühjahr 2012 in einem der spanischen Fernsehkanäle von Mediaset)[12]

### USA
- Angel City Factory: im Juli 2009 gegründet zusammen mit den Produzenten Chris Cowan und Jean-Michel Michenaud, Macher von Temptation Island, Joe Millionaire und My Big Fat Obnoxious Fiancé. Bisher produziert wurden unter anderem Secret Millionaire für FOX und die Gameshow Duel für ABC.
- Bunim-Murray Productions: gegründet von Mary-Ellis Bunim und Jonathan Murray, 2010 von Banijay übernommen. Produziert insbesondere Formate des Reality-TV.